# Belleville (Canada)

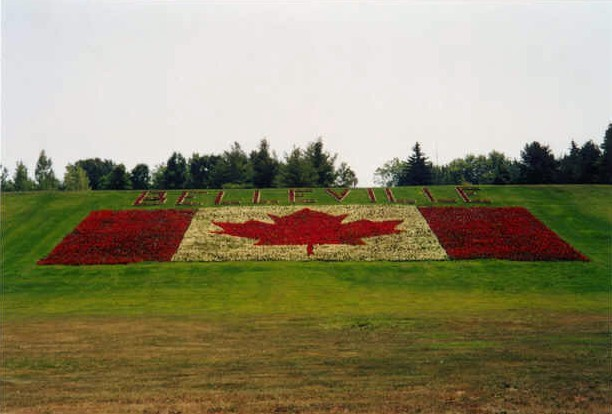
Prato con fiori dall'autostrada vicino Belleville

Belleville è una città di 48 821 abitanti (2006), nella Provincia dell'Ontario, in Canada. Si trova sulla sponda nord del lago Ontario, a metà strada tra Toronto e Ottawa. La città attuale ha una superficie di 246,76 km².

## Storia
La regione di Belleville è stata abitata per lungo tempo da una popolazione nativa, che chiamava la regione Asukhknosk. La città fu fondata nel 1789 da John Walden Meyers, un lealista immigrato dallo stato di New York dopo la guerra d'indipendenza americana. Il primo nome del villaggio era Meyer´s Creek. Nel 1816 fu rinominato Belleville, dopo la visita di Lady Arabella Gore, moglie di Sir Francis Gore. È la città natale della cantautrice canadese di fama mondiale Avril Lavigne.

## Amministrazione

### Gemellaggi
- Gunpo, dal 1996
- Lahr/Schwarzwald, dal 1971
- Zhucheng, dal 1996